# Nationella centret för scenkonst

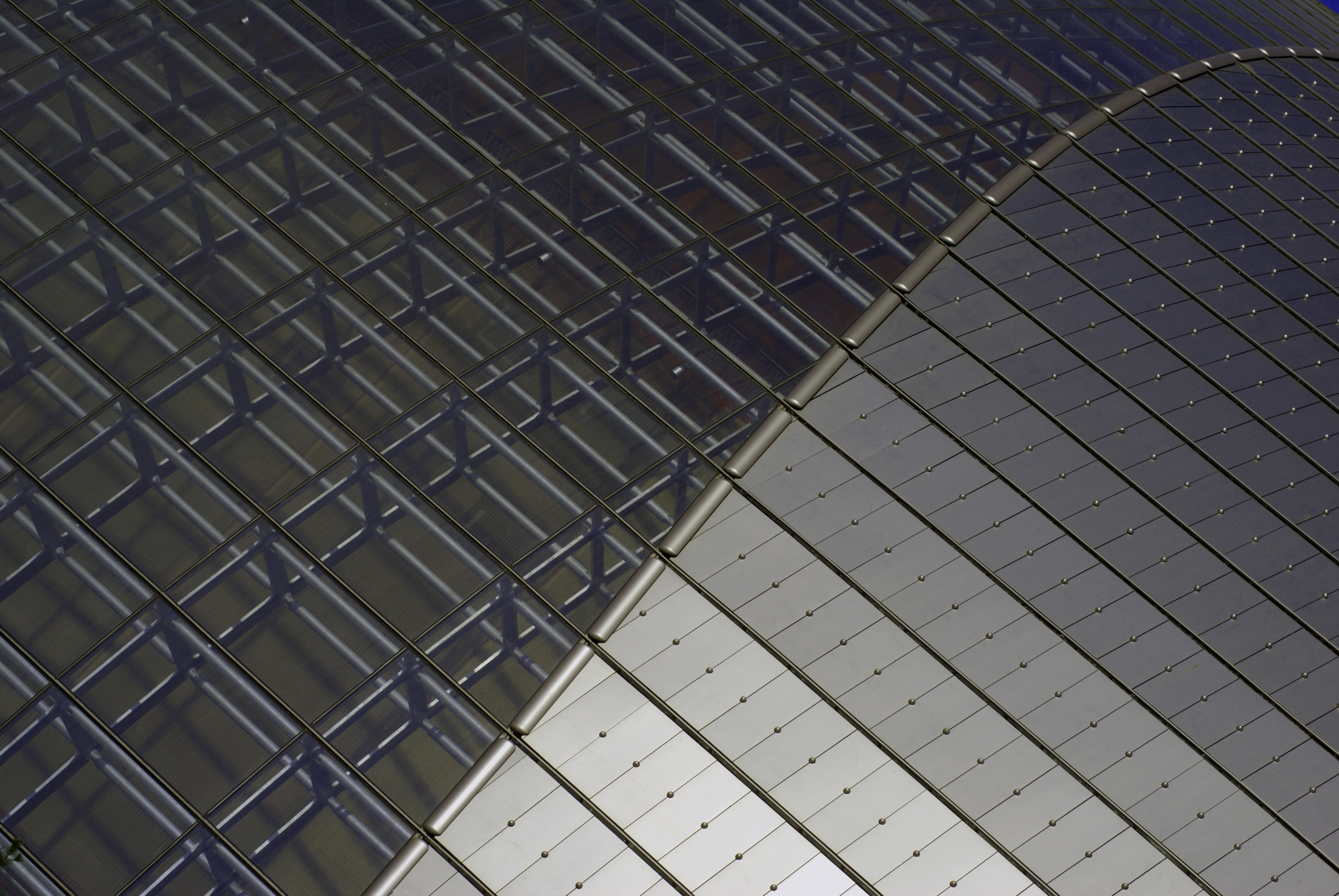
Detaljer från byggnadens tak. Övergång från takets glas- till titandel

Nationella centret för scenkonst (kinesiska: 国家大剧院; översatt: Nationella stora teatern), ofta kallat ”Ägget”, är ett operahus i Peking i Kina. Byggnaden, ett elliptiskt kupolvalv av titan och glas omgivet av en konstgjord sjö, rymmer 5 452 människor i tre hallar och har nästan 12 000 kvadratmeter yta. Byggnaden formgavs av den franske arkitekten Paul Andreu. Man påbörjade byggandet i december 2001 och den första konserten hölls i december 2007.